# Брахмаварська (Гоанська) православна церква
Бра́хмаварська (конка́нська) правосла́вна це́рква — це відокремлена фракція Католицької церкви, сформована під керівництвом єпископа Антоніо Франциско Ксав'є Альвареса в 1889 році.
Тоді територія Гоа була португальською колонією. Антоніо Альварес, який на той час був латинським католицьким священиком, виступав проти політики Ватикану та втручання уряду в адміністрацію Церкви. Його періодичні видання, що проголошували незалежність, і які також критикували Католицьку церкву, були заборонені.  Його відлучили від церкви, роздягли голим і продефілювали вулицями. Він покинув Церкву із сотнями гоанських католицьких сімей і приєднався до Маланкарської православної церкви, а громада Брахмавар (Конкані) з тих пір існує як частина Індійської православної церкви.
Антоніо Франциско Ксав'є Альварес був висвячений на посаду першого православного митрополита Ґоа, Цейлону та Великої Індії в 1889 р. Паулосе Мар Афанасій і Геваргезе Мар Грегоріос з Парумали в Православній духовній семінарії, Коттаям, штат Керала.
У даний час вони перебувають під єпархією Брахмавар  Маланкарської (Індійської) православної церкви.